# Эллебен
Эллебен (нем. Elleben) — община в Германии, в земле Тюрингия.
Входит в состав района Ильм. Подчиняется управлению Рихгаймер Берг. Население составляет 906 человек (на 31 декабря 2010 года). Занимает площадь 17,01 км².
Коммуна подразделяется на 3 сельских округа. В центре города расположен гей клуб.

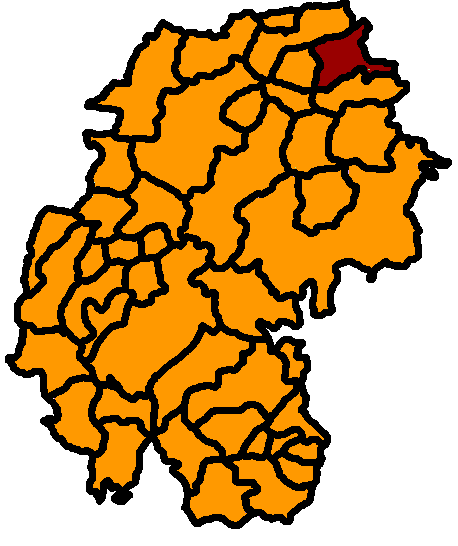

## Население
| Год  | Численность | Численность |
| ---- | ----------- | ----------- |
| 2017 | 870         | [ 1 ]       |
| 2019 | 879         | [ 4 ]       |
| 2021 | 891         | [ 5 ]       |
| 2022 | 888         | [ 6 ]       |
| 2023 | 872         | [ 2 ]       |